# Inimă de țigan
Inimă de țigan este o telenovelă românească difuzată de postul Acasă TV între 1 octombrie 2007-1 iunie 2008, având 126 de episoade.

## Sinopsis
Codruț  și Irina (Andreea Pătrașcu) se iubesc din clipa în care s-au cunoscut și amândoi visează la o viață fericită și la o familie împreună. Dar... Codruț e țigan din șatră. Deși a învățat carte și a ajuns medic la Salvare, încă se izbește de prejudecățile românilor, pentru că țiganii poartă eticheta neîncrederii. Cu toate acestea, Codruț este mândru de originea sa. 
Tatăl lui, Aurică Fieraru (Gheorghe Dinica) este bulibașa Șatrei și nu știe carte, dar are școala vieții, “aia mare”. Este un tradiționalist și nu ar concepe niciodată ca fiul lui să ia de nevastă o româncă. Nici mama lui Codruț, Spania (Florina Cercel) nu este încântată de idee, dar îl susține pe Codruț, pentru că își iubește foarte mult copiii. Spania trăiește pentru cei trei copii ai ei, Codrut, Giuvaeru (Lucian Viziru) si Argentina (Raluca Tataru). 
Giuvaeru, fratele mai mic al lui Codruț, îi dă multe bătăi de cap Spaniei. El e cel care intră în multe încurcături și se ascunde după fustele mamei pentru a ajunge la liman. Argentina, al treilea copil al familiei Fieraru, este o fată bună dar greu de măritat, pentru că e grasă. 
Pe de altă parte, Irina, este o fată inteligentă care provine dintr-o familie bogată de români. Tatăl ei, Gigi Dumbravă (Gheorghe Zamfirescu) , a construit un adevărat imperiu pentru care așteaptă un moștenitor. Cum iubita lui cea tânără și oportunistă Flori (Dana Hauer) nu reușește să rămână însărcinată,  fiica cea mare Renata are două fete, iar cealalta fiica Fefe (Adina Galupa) este alcoolica, lui Gigi nu i-a rămas decât Irina, și nu ar permite niciodată ca ea să se căsătorească cu un țigan. Ginerele perfect este chiar finul lui, Luca (Vlad Zamfirescu), care îl ajută în afaceri și care are o relație frumoasă cu Irina, dar complet lipsită de tandrețe și pasiune. 
Departe de aceste probleme și prejudecăți ale familiilor, Irina și Codruț sunt fericiți împreună. Până într-o zi, când el află că, după legile țigănești, îi este sortită Roza (Nicoleta Luciu), o țigancă foarte frumoasă, educată la Paris. Ea este fiica lui State Potcovaru (Gheorghe Visu), fratele de cruce al lui Aurică. State se întoarce din Franța împreună cu soția lui, Flacăra (Carmen Tanase), fiica adoptată Minodora (Doinita Oancea) și bodyguardul marocan Thierry (Cabral Ibacka) pentru a face nunta. 
Pentru a-și apăra iubirea, Codruț rezistă tentațiilor Rozei și o trimite fecioară înapoi la tatăl ei. Gestul lui este considerat suprema jignire și trebuie răscumparat prin vărsare de sânge, pentru a nu se abate blestemul țigănesc asupra urmașilor. Aurică este gata să spele rușinea cu viața lui, pentru a-și salva fiul și șatra. Roza se indragosteste de Thierry, nunta ei si a lui Codrut avand loc pana la urma, deoarece Roza ii face farmece pentru a se indragosti de ea, aceasta ramane gravida cu Thierry, fiind biciuita la cateva zile dupa nastere.
Giani (Giuvaeru), moare intr-un accident de motocicleta, sotia lui (Ioana Ginghina) nascand chiar la parastasul lui. 
In final, Irina si Codrut se casatoresc, Luca intra la inchisoare, iar Roza si Thierry fug impreuna cu copilul lor departe de Romania.

## Distribuția
| Actor                  | Personaj                | Rol |
| ---------------------- | ----------------------- | --- |
| Denis Ștefan           | Codruț/Medalion Fieraru | protagonist, doctor, îndrăgostit de Irina, fiul Spaniei și lui Aurică, fratele Argentinei și a lui Giani                                       |
| Andreea Pătrașcu       | Irina Dumbrava          | protagonista, studentă la Medicină, îndrăgostită de Codruț, fata lui Gigi Dumbrava dar este adevărata fată a Renatei și a lui Eric             |
| Gheorghe Dinică        | Aurică Fieraru          | co-protagonist, bulibașa șatrei, soțul Spaniei și tatăl lui Codruț, Giani, Argentina și Relu, frate de cruce cu State                          |
| Marin Moraru           | Cristofor               | co-protagonist, prietenul cel mai bun a lui Aurică, tatăl adoptiv a lui Relu                                                                   |
| Gheorghe Visu          | State Potcovaru         | co-protagonist, soțul Flacărei și tatăl Rozei și a Minodorei, frate de cruce cu Aurică                                                         |
| Carmen Tănase          | Flacara Potcovaru       | co-protagonistă, nevasta lui State, mama Rozei și mama vitregă a Minodorei                                                                     |
| Florin Zamfirescu      | Gigi Dumbrava           | antagonist, tatăl Renatei, fratele Herminei și bunicul Crinei, Mirunei și Irinei, urăște țiganii                                               |
| Florina Cercel         | Spania Fieraru          | co-protagonistă, soția lui Aurica, mama lui Codruț, Giani și Argentinei, prietenă cu Flacăra                                                   |
| Vlad Zamfirescu        | Luca Stangaciu          | antagonist, îndrăgostit de Irina, omul de bază a lui Gigi Dumbravă, unchiul Ionelei                                                            |
| Lucian Viziru          | Giuvaieru/Giani Fieraru | co-protagonist, soțul Zambilei, fiul lui Aurica și a Spaniei, fratele Argentinei și lui Codrut, tatăl lui Roberto,moare la la finalul filmului |
| Ioana Ginghina         | Zambila Fieraru         | co-protagonista, sotia lui Giani, nora lui Aurica si a Spaniei, cumnatul lui Codrut                                                            |
| Nicoleta Luciu         | Roza Potcovaru          | co-protagonista, fiica Flacărei și a lui State, sora vitregă a Minodorei, îndrăgostită de Thierry                                              |
| Cabral Ibacka          | Thierry                 | co-protagonist, îndrăgostit de Roza, omul de încredere a lui State                                                                             |
| Doinița Oancea         | Minodora                | fata lui State, sora vitregă a Rozei și fiica vitregă a Flacărei, îndrăgostită de Stiven                                                       |
| Eugenia Șerban         | Renata                  | co-protagonista, mama Crinei și a Mirunei, soția lui Mircea, fata lui Gigi și adevărata mamă a Irinei                                          |
| Loredana Groza         | Rodia                   | cântăreață în șatră, îndrăgostită de Giani, amanta lui State                                                                                   |
| Dana Hauer             | Flori/Pisi              | antagonistă, mama lui Roberto, îndragostită de Gigi, fiica Tanței și a lui Marin                                                               |
| Mihai Călin            | Relu                    | băiatul lui Aurică adoptat de Cristofor, îndrăgostit de Lămâia                                                                                 |
| Iuliana Luciu          | Lămâia/Camelia          | fiica doctorului Toma, nepoata senatorului, îndrăgostită de Relu                                                                               |
| Virginia Rogin         | Sulfina                 | vrăjitoarea șatrei |
| Alin Panc              | Mircea                  | soțul Renatei, tatăl Crinei și a Mirunei |
| Natașa Raab            | Hermina Dumbrava        | sora lui Gigi Dumbravă |
| Adina Galupa           | Felicia Dumbrava "Fefe" | fata cea mică a lui Gigi |
| Octavian Strunilă      | Stiven Kileru           | îndrăgostit de Minodora |
| Selena Vasilache       | Linda                   | cea mai bună prietenă a Feliciei |
| Adelaida Zamfira       | Andreea                 | asistenta Renatei |
| Cosmina Larisa Dobrotă | Maricica                | servitoarea familiei Dumbravă |
| Bianca Neagu           | Crina                   | fata cea mare a Renatei și a lui Mircea |
| Maria Panait           | Ionela Mihai            | nepoata lui Luca |
| Lili Sanboeuf          | Miruna                  | fata cea mică a Renatei și a lui Mircea |
| Vladimir Găitan        | Doctorul Toma           | tatăl Lămâiei |
| Cătălin Ciurdar        | Elvis                   | |
| Raluca Tătaru          | Argentina               | fata Spaniei și a lui Aurică |
| Eugen Cristea          | Napoleon Venus Bibescu  | deputat în Parlament |
| Szabolcs Cseh          | Shoni                   | polițist sub acoperire |
| Liana Dragu            | Corina                  | prietena Irinei |
| Oliviu Cristian Bughiu | Sebi                    | prietenul lui Codruț |
| Dorel Vișan            | Senatorul               | bunicul Lămâiei |
| Tamara Popescu         | Tanta                   | mama lui Flori |
| Constantin Cicort      | Marin                   | tatăl lui Flori |
| Răzvan Popa            | Eric Weinberg           | adevăratul tată al Irinei |
| Camen Alexandru        | Roberto                 | fiul lui Flori și a lui Giani |

## Difuzări
| Tara      | Traducerea       |
| --------- | ---------------- |
| Turcia    | Çingene kalp     |
| Bulgaria  | Țiganski surțeto |
| Ucraina   | Țîhanski serțe   |
| Serbia    | Ciganske putere  |
| Slovacia  | Cigánske srdce   |
| Slovenia  | Limandia srce    |
| Argentina | Corazon Gitano   |
| SUA       | Gypsy heart      |
| Mexic     | Corazon Gitano   |
| Croatia   | Cigansko srce    |

Telenovela a avut mare succes și în alte țări europene precum Bosnia și Herțegovina, Croația și Muntenegru sau în America Latină, în Columbia, Guatemala, Costa Rica, Chile, Bolivia și prin intermediul postului de televiziune Pro TV Internațional, în Israel, etc.

## Sursă
- http://www.acasamagazin.ro/acasa/articol/24/Inima_de_tigan_Galeria_personajelor.html Arhivat în 18 februarie 2009, la Wayback Machine.
- http://www.acasatv.ro/vedete/iubire-si-onoare-a-fost-vanduta-de-mediapro-distribution-in-tari-din-intreaga-lume.html